# 伯德尼斯冰川

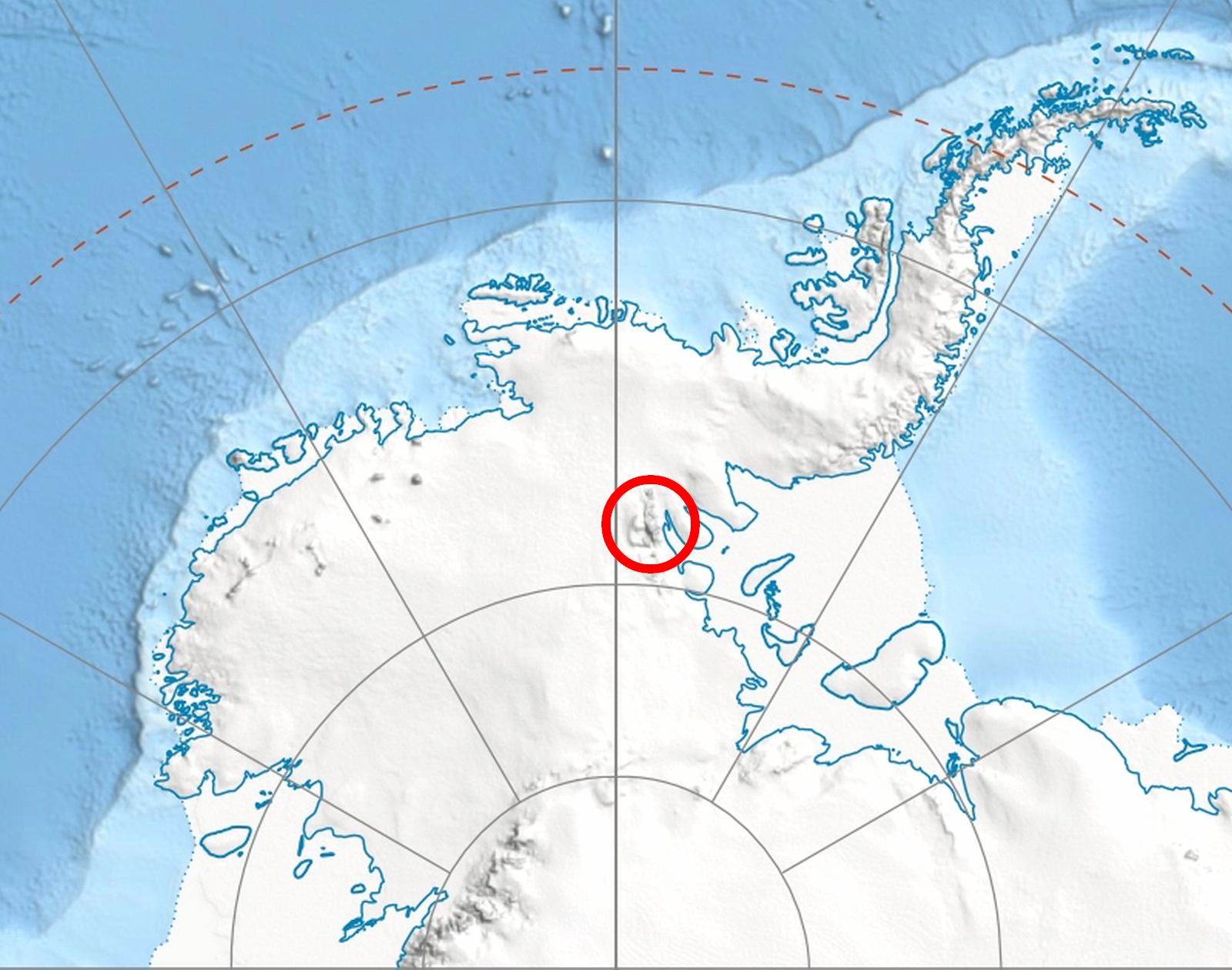

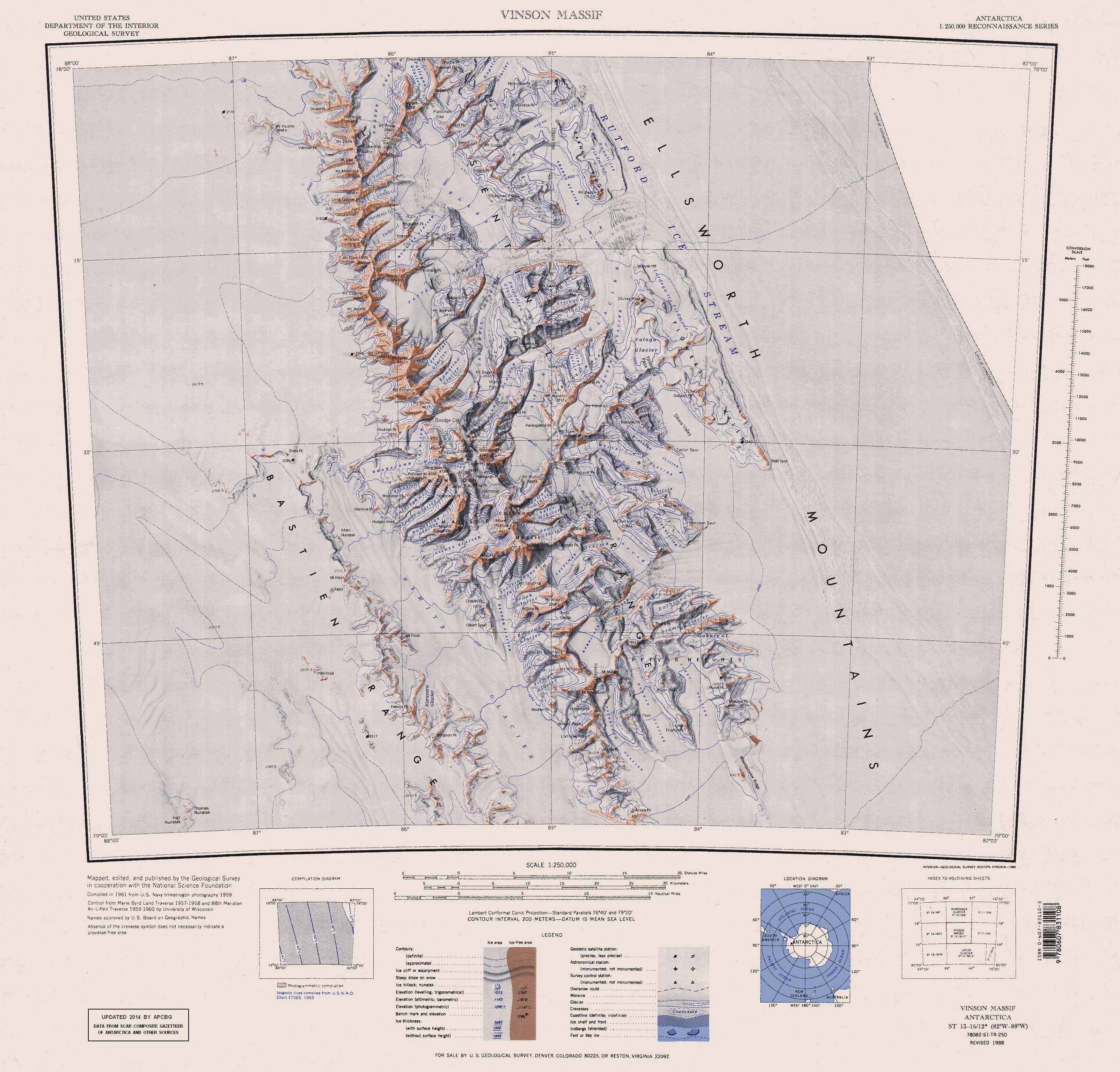

伯德尼斯冰川（英語：Burdenis Glacier），是南極洲的冰川，位於埃爾斯沃思地中埃爾斯沃思山脈的森蒂納爾嶺中北部，處於德柳冰川以北和蓋里拉冰川以南，長6公里、寬1.7公里，現時由南極條約體系管理。